# Канареечный морской окунь
Канареечный морской окунь, или оранжевый морской окунь (лат. Sebastes pinniger), — вид морских лучепёрых рыб семейства  скорпеновых (Scorpaenidae). Обитает в северо-восточной части Тихого океана. Встречается на глубине до 838 м. Максимальная длина 76 см. Промысловая рыба.

## Описание
Массивное тело покрыто ктеноидной чешуёй. Высота тела укладывается 2,5–3,0 раза в стандартной длине тела. Голова короткая, покрыта циклоидной чешуёй. На голове многочисленные сильные шипы (носовые, предглазничные, надглазничные, заглазничные, тимпальные). Корональные и нухальные шипы отсутствуют. Нижняя челюсть немного выдаётся вперёд, с маленьким симфизиальным бугорком. Межглазничное пространство выпуклое. На первой жаберной дуге 40—45 жаберных тычинок. Длинный спинной плавник с 13 колючими и 13—16 мягкими лучами. В анальном плавнике 3 колючих и 7—8 мягких лучей. В грудном плавнике 16—18 мягких лучей. Заострённые окончания брюшных плавников заходят за анальное отверстие. Хвостовой плавник с заметной выемкой. В боковой линии 39—47 чешуй. Позвонков 26.
Основной фон тела и головы — беловатый или светло-серый. По всему телу разбросаны обширные участки оранжевого или красно-оранжевого цвета.На голове проходят три диагональные полосы ярко-оранжевого цвета, средняя полоса проходит через глаз. Боковая линия белая или серая. Плавники оранжевые.
Максимальная длина тела 76 см, а масса 5,7 кг.

## Биология
Морские придонные стайные рыбы. Молодь обитает на мелководье. Взрослые особи встречаются до глубины 838 м, обычно на глубине 90—270 м. Продолжительность жизни до 84 лет.

### Питание
Молодь канареечного морского окуня питается преимущественно в дневные часы десятиногими ракообразными. В состав рациона неполовозрелых и взрослых особей помимо планктонных ракообразных входят мелкие рыбы (миктофовые, анчоусовые, сельдевые, песчанковые, молодь морских окуней и камбал).

### Размножение
У берегов Калифорнии самки впервые созревают в возрасте 3-х лет, а в Британской Колумбии — в возрасте 8 лет. 50% самок созревает в возрасте 13 лет, а 50% самцов — в возрасте 7—8 лет. Канареечный морской окунь относится к яйцеживородящим видам с внутренним оплодотворением. Сроки спаривания зависят от района спаривания. После спаривания сперма сохраняется внутри самки в течение нескольких месяцев до оплодотворения икры. Вылупление происходит внутри самки. Вымет предличинок в разных частях ареала происходит в разные сезоны: у берегов Калифорнии предличинки вымётываются в октябре — ноябре, а у берегов Орегона, Вашингтона и Британской Колумбии — в январе — марте. Плодовитость варьируется от 260 тысяч до 1,9 млн личинок.

## Ареал
Распространены в северо-восточной части Тихого океана от северной части Нижней Калифорнии до запада залива Аляска (пролив Шелихова) между 61° и 31° с. ш. Наиболее многочисленны у побережья от северной Калифорнии до Британской Колумбии.

## Хозяйственное значение
Ценная промысловая рыба. Промысел ведётся тралами и ярусами. Реализуются в свежем и мороженом виде.